# Turmi

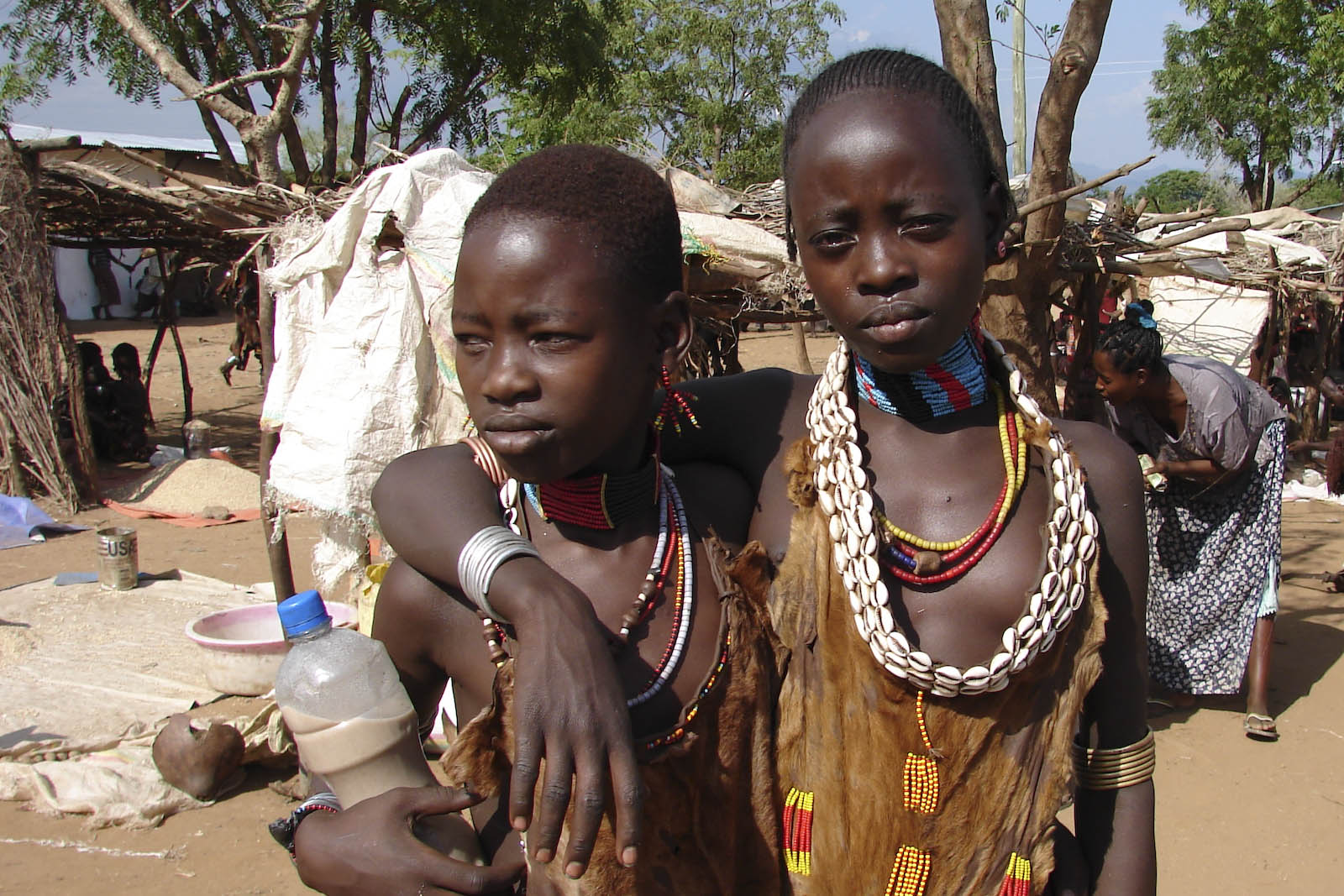
Jeunes Hamers à Turmi

Turmi est une localité du sud-ouest de l'Éthiopie, située dans la Région des nations, nationalités et peuples du Sud.
Les marchés de ce gros village attirent les populations des alentours, mais également les touristes.

## Démographie
Selon les sources officielles, elle comptait 1 087 habitants en 2005.
C'est le pays des Hamers.

## Référence
1. ↑  CSA 2005 National Statistics, Tableau B.4